# Міде

Королівство Міде біля 900 року

53°34′39″ пн. ш. 6°36′43″ зх. д. / 53.5775° пн. ш. 6.6119444444444° зх. д.
Міде — (ірл. — Mide, Midhe) — те саме, що Міт, Міді — королівство в давній і середньовічній Ірландії. Особисті володіння верховних королів Ірландії. Існувало понад 1000 років. Назва перекладається як «середній» — королівство лежало в центрі роздробленої на дрібні королівства Ірландії і було сакральним та духовним центром всієї країни. Розміщувалось на території сучасних графств Міт, Західний Міт, Каван, Дублін, Кілдер, Лонгфорд, Лаут і Оффалі.

## Історія
Традиційно вважається, що королівство Міде було утворене в І столітті верховним королем Ірландії на ймення Туатал Техтмар з метою виокремлення для верховного короля Ірландії особистих володінь. В ті часи (і пізніше) Ірландія була розколота на чотири великі королівства — Коннахт, Ленстер, Манстер, Улад. Ці васальні королівства тільки формально визнавали владу верховного короля. По суті були незалежними і постійно воювали між собою і з верховним королем, не дивлячись на присягу у вірності, що приносилась верховному королю раз на три роки під час свята Тари і заручників, яких страчували у випадку початку війни. Великі королівства ділилися на дрібніші, а ті в свою чергу на володіння туата, а ті на володіння кланів. На чолі кожного туата і кожного клану теж стояли свої королі.
Король Туатал Техтмар належав до клану О'Енехглайсс (ірл. — Uí Enechglaiss). Він був одним із перших королів, що прагнули централізації влади в Ірландії.
На території королівства Міде розміщувалась Тара — давня священна столиця Ірландії, релігійний та культурний центр острова, знаходився Камінь Долі — священний камінь, який (згідно легенд) кричав коли до нього торкалась людина, що гідна стати королем Ірландії і використовувався при коронації верховних королів. Знаходились священні пагорби, в тому числі і пагорб Слайне, на яких розпалювали священні вогні під час язичницьких свят, що мали загально ірландське значення. Спочатку ця територія належала кланам О'Файлге (ірл. — Uí Failge) та О'Байррхе (ірл. — Uí Bairrche), що підпорядковувались королю Ленстера (Лагіна).
Вважається, що на початку VI століття клан Холмайн (ірл. — Clann Cholmáin) — одна з гілок О'Нейлів — був вигнаний зі своєї батьківщини в Кілдарі та горах Віклов і захопив землі в Міде. Клан О'Енехглайс (ірл. — Uí Enechglaiss) продовжували володіти землями навколо Арклоу — ватажки цього клану пізніше взяли прізвище О'Феарі (ірл. — O'Feary).
У ранньому середньовіччі королями Міде були ватажки клану Холмайн — гілка південних О'Нейлів — нащадків верховного короля Ніла Дев'яти Заручників. Вони не завжди були верховними королями Ірландії — корони дуже часто у них відбирали клани північних О'Нейлів — Кенел н-Еогайн та інші. У XII столітті в часи занепаду Ірландії верховні королі мусили перебратися з Міде на захід Ірландії — оселитися біля річки Шеннон. Потім титул і влада верховних королів Ірландії були ліквідовані англійськими завойовниками. Проте нащадки королів Міде були серед шляхти західної Ірландії, зокрема серед клану МакЛафлін (ірл. — McLoughlin).
Після захоплення королівства Міде англійцями та норманами у 1172 році, корона Міде була віддана Х'ю де Лейсі, що був васалом англійського короля Генріха II.

## Єпархії
Єпархія Міде була встановлена синодом в Рахбреасайлі (ірл. — Rathbreasail) у 1111 році.